# 浪彩少女AW9
浪彩少女AW9，全称浪彩少女AfterWaves9，为上海丝芭文化传媒集团有限公司旗下上海米娜电子商务有限公司于2020年9月21日成立的一个女子团体，其定位为“专业电商女子组合”。目前，该团有17名成员，包含8名正式成员及9名练习生，由丝芭传媒旗下女子团体SNH48 Group的成员和丝芭传媒旗下艺人组成。

## 沿革
2020年初，丝芭传媒成立了一个40人团队，负责对直播电商领域的运营进行筹备。8月15日，丝芭传媒于SNH48 Group第七届总决选演唱会上首次公布了该团的筹备计划。
2020年9月21日，丝芭传媒于上海举办发布会，宣布「浪彩少女AW9」正式成立。当日，该团亦发布了其首发宣传作《浪彩少女》，公佈了浪彩少女AW9所屬的9名成員以及9名練習生。同時披露了團體运营模式，並指出会在当年10月底开展首次直播带货活动。但在此之前，该团体的官方微博于10月3日將戴萌從微博關注移除，标志着戴萌退出浪彩少女AW9；10月13日，曲美霖於SNH48 Group應用程式「口袋48」的直播中亦宣佈已退出浪彩少女AW9。11月3日，浪彩少女AW9正式開啟活動。12月21日，浪彩少女AW9出席「2020抖inCity未来盛典」活動，并獲得「抖in美好潜力价值艺人」奖。
2021年1月7日，SNH48成員彭嘉敏以練習生身份加入浪彩少女AW9。

## 模式
该团在成立时的定位为“偶像女团+电商女团”，后期会逐渐转制为专门从事电子商务关联事业的团体。活动方式上，该团的正式成员及预备生主要透过淘宝、小红书、抖音等平台进行电子商务活动，并使用运营商搭建的专门设施。内容上，该团初期将以合作方提供的国潮、美妆、美食等商品之推销为主，辅以运营商自身的影视作品、活动等泛娱乐内容；后期则会拓展至不限类别商品的推销。这种运营模式被认为是有较高可控度，但亦存在因成员“人设”变化导致的风险，且对运营商的抗风险能力有很高要求。

## 成员
根据运营方公布的运营计划，该团的成员固定为18人，当中正式成员、练习生各有9人；而各正式成员除了会被赋予特定的人物设定之外，亦会因此被指定直播推销的商品种类。另外，运营商会不定时地按“运营效果及成绩”对其中2名正式成员进行替换，以“维持组合整体水准及质量”。
现时，该团共有15名成员。当中，正式成员7人，练习生9人。

### 活跃成员
| 姓名   | 读音 | 出生日期      | 加入（升格）时间 | 备注      |
| ------ | ---- | ------------- | ---------------- | --------- |
| 陈雨孜 |      | 1998年6月29日 | 2020年9月21日    | SNH48成員 |
| 农燕萍 |      | 1994年7月30日 | 2020年9月21日    | GNZ48成員 |

### 不活跃成员
| 姓名   | 读音 | 出生日期       | 加入时间      | 备注         |
| ------ | ---- | -------------- | ------------- | ------------ |
| 刘倩倩 |      | 1994年11月28日 | 2020年9月21日 | GNZ48成員    |
| 刘增艳 |      | 1996年8月31日  | 2020年9月21日 | SNH48成員    |
| 陆婷   |      | 1992年12月18日 | 2020年9月21日 | 絲芭傳媒藝人 |
| 莫寒   |      | 1992年1月7日   | 2020年9月21日 | 絲芭傳媒藝人 |
| 苏杉杉 |      | 1997年3月23日  | 2020年9月21日 | SNH48成員    |
| 张雨鑫 |      | 1994年3月1日   | 2020年9月21日 | SNH48成員    |
| 高雪逸 |      | 2000年10月27日 | 2020年9月21日 | CKG48成員    |
| 刘洁   |      | 1995年8月1日   | 2020年9月21日 | SNH48成員    |
| 刘姝贤 |      | 1994年4月16日  | 2020年9月21日 | SNH48成員    |
| 彭嘉敏 |      | 1999年9月29日  | 2021年1月7日  | SNH48成員    |
| 潘璐瑶 |      | 1999年7月10日  | 2020年9月21日 | SNH48成員    |
| 王菲妍 |      | 2000年1月27日  | 2020年9月21日 | SNH48成員    |
| 周倩玉 |      | 2000年4月18日  | 2020年9月21日 | CKG48成員    |

### 过往成员
| 姓名   | 读音 | 出生日期       | 退出时间       | 备注         |
| ------ | ---- | -------------- | -------------- | ------------ |
| 戴萌   |      | 1993年2月8日   | 2020年10月3日  | 絲芭傳媒藝人 |
| 曲美霖 |      | 1996年11月18日 | 2020年10月13日 | BEJ48成員    |
| 张怡   |      | 1994年6月22日  | 2021年10月23日 | SNH48成員    |
| 钱蓓婷 |      | 1995年5月7日   | 2021年10月26日 | 絲芭傳媒藝人 |

### 成员构成推移
| 日期     | 正式成员                                                       | 正式成员  | 练习生                                                               | 练习生    | 备注   |
| 日期     | 升格/加入                                                      | 降格/退出 | 转入/加入                                                            | 转出/退出 | 备注   |
| 2020年   | 2020年                                                         | 2020年    | 2020年                                                               | 2020年    | 2020年 |
| -------- | -------------------------------------------------------------- | --------- | -------------------------------------------------------------------- | --------- | ------ |
| 9月21日  | 戴萌、刘倩倩、刘增艳、陆婷、莫寒、钱蓓婷、苏杉杉、张怡、张雨鑫 |           | 陈雨孜、高雪逸、刘洁、刘姝贤、农燕萍、潘璐瑶、曲美霖、王菲妍、周倩玉 |           |        |
| 10月3日  |                                                                | 戴萌      |                                                                      |           |        |
| 10月13日 |                                                                |           |                                                                      | 曲美霖    |        |
| 2021年   |                                                                |           |                                                                      |           |        |
| 1月7日   |                                                                |           | 彭嘉敏                                                               |           |        |
| 10月23日 |                                                                | 张怡      |                                                                      |           |        |
| 10月26日 |                                                                | 钱蓓婷    |                                                                      |           |        |

## 争议
由于运营商将该团的最终性质定为“电商女团”，而非“偶像团体”，因此该团的成立引发了不少SNH48 Group支持者的不满：有支持者在该团成立前已向运营商表态，指其虽能接受其偶像在“出外务”期间进行直播带货，但就反感有关成员最终被贴上“主播”标签；而在官方释出该团正式成立的消息后，有激进支持者留言称“舞台决不妥协”，以表抗议。对此，成员陆婷在接受传媒采访时称，该团成员并不会放弃歌舞，且会在日后的带货直播中呈现之。

## 注解
1. ↑  即除剧场公演、唱片录制等由运营商自行组织的活动之外的一切公开活动。